# Beds Are Burning
Beds Are Burning – piosenka australijskiej grupy rockowej Midnight Oil pochodząca z szóstego albumu zespołu Diesel and Dust. Wydany na singlu utwór napisali Rob Hirst, Peter Garrett, James Moginie, natomiast za produkcję odpowiedzialny był zespół Midnight Oil i Warne Livesey. W 1987 roku piosenka została wydana przez wytwórnię Columbia Records. Singiel stał się międzynarodowym przebojem, i dzięki niemu zespół zyskał ogromną popularność. Dotarł do pierwszego miejsca w Nowej Zelandii, trzeciego w Holandii, piątego we Francji, drugiego w Belgii (Flandria) i siedemnastego w Szwecji. Notowany był także w Stanach Zjednoczonych na 17. miejscu na liście „Billboard” Hot 100.
W 2009 roku cover utworu nagrali m.in. Bob Geldof, Lily Allen, Marion Cotillard, Vincent Pérez, Mark Ronson, Youssou N’Dour, Klaus Meine (Scorpions) i Simon Le Bon (Duran Duran), którzy wydali wspólny singel charytatywny z okazji projektu TckTckTck.